# 経口血糖降下薬
経口血糖降下薬（けいこうけっとうこうかやく、oral hypoglycemic agent）は、2型糖尿病において血糖値を正常化させる目的で処方される薬物の総称である。慢性合併症のリスクを軽減させることを目的としている。
比較的古くから用いられてきたスルフォニル尿素薬のようなインスリン分泌促進薬や、α-グルコシダーゼ阻害剤のようなブドウ糖吸収阻害薬、ビグアナイド系やチアゾリジン系のブドウ糖吸収阻害薬、インクレチンを増強するDPP-4阻害薬やGLP-1受容体作動薬、またSGLT2阻害薬がある。
1998年に、イギリスで UKPDS という大規模比較試験が行われて以来、糖尿病慢性合併症予防目的にてこれらの薬は用いられている。特にインスリン分泌が残存している2型糖尿病のインスリン非依存状態において有効である。2型であっても、重篤な感染症のようにインスリン需要の多い時、清涼飲料水ケトアシドーシス（ペットボトル症候群）のように分泌を上回るブドウ糖摂取がある時、周術期や妊娠などはインスリン治療が必要である。

## インスリン分泌促進薬

### インスリン分泌促進薬、SU薬とその関連薬
| 一般名           | 血中半減期（hr） | 作用時間（hr） | 一日の使用量（mg） | 薬効（参考）                     |
| ---------------- | ---------------- | -------------- | ------------------ | -------------------------------- |
| グリベンクラミド | 2.7              | 12～24         | 1.25～7.5          | 強                               |
| グリクラジド     | 6～12            | 6～24          | 40～120            | 弱い                             |
| グリメピリド     | 1.5              | 6～12          | 1～6               | 中、インスリン抵抗性改善作用あり |

スルフォニル尿素薬（SU薬）には、比較的長い使用の歴史がある。抗生物質の開発中、副作用の低血糖が起きて、薬効が発見された。1950年代から使用されている。開発された順に第一世代、第二世代、第三世代と分類される。第一世代にはトルブタミドなど薬理学的には重要な薬物も含まれているが、近年新規に処方される薬はほとんど第二世代と第三世代なのでそれらを表にまとめた。
作用機序としては、膵臓のランゲルハンス島β細胞のSU受容体のSUR1サブユニットに結合しATP依存性Kチャネルを抑制することによってインスリン分泌を促進させる。SUは経口投与可能であり、肝臓で代謝される。おもな副作用はインスリン過剰分泌による低血糖である。したがって交感神経機能が障害されている患者、意識障害がある患者、低血糖を認識できない高齢者、低血糖に対して適切に対応できない患者は慎重投与する必要がある。また、グリベンクラミドおよびグリメピリドは活性代謝物の腎排泄性が高いために、糖尿病性腎症の進行に伴う腎機能低下により、遷延性の低血糖を起こしやすい。したがって、腎臓の機能低下が認められた場合、代謝物の活性が低いグリクラジドやミチグリニドカルシウム水和物、超持続型以外のインスリンの自己注射への変更を考慮していく必要がある。

膵臓β細胞にグルコースを取り込んだ際のインスリン分泌機構（DPP-4阻害薬およびGLP-1作動薬については未記載）

SU薬は基本的にはインスリン基礎分泌を促進する薬であるため食前に低血糖を起こしやすく、インスリンの追加分泌を促進しないため、食後高血糖の管理が困難になりやすい。このため、平均血糖値を反映する指標であるHbA1c値のみで効果判定を行うと、コントロール良好であったにも関わらず心筋梗塞といった大血管障害が起こる可能性がある。インスリン分泌を高めることは同化反応を亢進させ、体重増加を起こしインスリン抵抗性を悪化させることもある。これも空腹時低血糖により過食となり食事療法が乱れた場合との区別が難しい。第三世代のグリメピリドは従来のSU薬が持つインスリン分泌作用のほかインスリン抵抗性改善作用があると考えられており、副作用による体重増加が少ない。そのため、空腹時低血糖による食事療法の乱れなども発見しやすく好まれる傾向がある。
2008年現在、SU薬は軽症糖尿病の場合はあまり用いられなくなっている。重症糖尿病の場合は、高血糖の持続がβ細胞の破壊という糖毒性を起こし、またインスリン抵抗性の悪化よりSU薬の効果がなくなる二次無効という現象が知られている。日本の場合、緩徐進行1型糖尿病 (slowly progressive IDDM) が多いため、抗GAD抗体測定といった精査が必要だが、2型糖尿病で二次無効ならば多剤併用療法を考慮する。
空腹時低血糖を起こしやすいため、そのような時間帯に悪心、強い空腹感、倦怠感、発汗、震えを感じたら食事療法関係なく、糖分の補給が必要であることの説明が必要である。α-GI併用時はブドウ糖を補給しなければ低血糖の治療にならないことに注意が必要である。空腹時低血糖は意識障害を招くだけでなく、虚血性心疾患や網膜症を増悪させる可能性がある。
かつての大規模比較試験UGDPではSU薬と虚血性心疾患の危険についての指摘があった。1976年、米国でSU薬のひとつであるトルブタミド（ジアベン）が心血管疾患による死亡率を増大すると報告された。この研究に対して批判も多かったが、その後クロルプロパミド（ダイアビニーズ）、グリベンクラミドなどを用いたいくつかの研究でその結果が確認されている。SU薬が、膵β細胞だけでなく心臓の動脈（冠動脈）にも作用し、心筋梗塞などの経過に悪影響を与えることが原因とする説がある。この考えに基づくと、グリメピリドやグリニド系の薬剤は心臓に作用し難いことが判っているので、これらはこの観点からは安全な薬剤と考えることもできる。あまり知られていないが、UKPDS34ではメトホルミンとSU薬を併用することによって心血管イベントのリスクが増加するという指摘がある。大血管障害は食後血糖値が増加するといった血糖値の大きな振れが影響しているという説もあり、決着はついておらず次の大規模比較試験の報告によって解釈は変わり得ることに注意が必要である。糖尿病患者が心筋梗塞といった大血管障害を起こした場合、その原因が原疾患のコントロールの悪さによるものか、薬の副作用によるかは厳密には区別ができず、少なくとも医療過誤ではない。ガイドライン上も積極的に血糖値をコントロールすることが合併症の予防には効果があるとされている。

### 速効型インスリン分泌促進薬、フェニルアラニン誘導体（グリニド系）
| 一般名                       | 血中半減期（hr） | 作用時間（hr） | 一日の使用量（mg） |
| ---------------------------- | ---------------- | -------------- | ------------------ |
| ナテグリニド                 | 0.8              | 3              | 270～360           |
| ミチグリニドカルシウム水和物 | 1.2              | 3              | 30～60             |
| レパグリニド                 | 1.0              | 5～8           | 0.75～3.0          |

フェニルアラニン誘導体（グリニド系）はSU構造は持たないものの、SU薬と同様に膵臓のランゲルハンス島β細胞のSU受容体(SUR1)に作用し、インスリン分泌を促進させる。食後は吸収が悪くなるので食直前に内服する。5-15分で薬効を発現し数時間で作用消失する。この、早く効いて早く効果が無くなるという点が、SU薬と大きく異なるところである。食後血糖降下薬ともいわれ、SU薬がインスリン基礎分泌の促進、グリニド系がインスリン追加分泌の促進と考えられている。インスリン療法の超速効型インスリンと中間型インスリンの対応に似ているが、SU薬とグリニド系の併用は保険診療上認められていない。なお、ナテグリニドは活性代謝物の腎排泄性が高いために、糖尿病性腎症の進行に伴う腎機能低下により、遷延性の低血糖を起こしやすい。

## ブドウ糖吸収阻害薬

### α-グルコシダーゼ阻害薬（α-GI）
| 一般名       | 血中半減期（hr） | 作用時間（hr） | 一日の使用量（mg） |
| ------------ | ---------------- | -------------- | ------------------ |
| アカルボース | ―                | 2～3           | 150～300           |
| ボグリボース | ―                | 2～3           | 0.6～0.9           |
| ミグリトール | ―                | 1～3           | 150～225           |

α-グルコシダーゼ阻害薬（α-GI）は食物性糖質の1000倍も親和性の強い糖質類似物質（アナログ）である。糖質が吸収されるためにはデンプンのような多糖類から消化酵素の作用を得て二糖類（麦芽糖やショ糖）、単糖類（ブドウ糖や果糖）に分解される必要がある。その酵素、α-グルコシダーゼを阻害し、消化吸収を緩徐にすることで、血糖の上昇をおさえるので、食後過血糖改善薬ともいわれる。これらの薬物は血糖値の食後のピークを減少させ、食事とともに摂取すると有効であるが食事以外の高血糖の治療には有効ではない。鼓腸、膨満感、腹部不快感、下痢などの副作用がよく報告される。これらの原因は消化されずに腸管にのこった糖類が醗酵し発生するガスによるものである。α-GIの継続的な使用によってこれらの副作用は軽減していく傾向がある。しかし炎症性腸疾患の患者では禁忌である。腸閉塞様症状に至る場合もあり糖尿病性神経障害で消化管蠕動障害がある場合は留意する。体質的に、肝障害をきたす例があるので肝トランスアミナーゼの定期的な観察を行う。肝障害は薬物の中止とともに可逆的に改善する。α-GIに体重増加作用はないため、食事療法の妨げにならない。
少量から開始し、体を慣らしていくことで、消化器症状によるQOL低下を防止できる。α-GI薬の使用中に低血糖が発現したときは、デンプンやショ糖では血糖上昇に時間が掛かるのでブドウ糖や清涼飲料水に砂糖の代用に使われているブドウ糖果糖液糖を低血糖の処置に用いる。

## インスリン抵抗性改善薬

### ビグアナイド系（BG薬）
| 一般名       | 血中半減期（hr） | 作用時間（hr） | 一日の使用量（mg） |
| ------------ | ---------------- | -------------- | ------------------ |
| メトホルミン | 1.5～4.7         | 6～14          | 250～2,250         |
| ブホルミン   | 3                | 6～14          | 50～150            |

2014年のMadirajuらの論文 によってメトホルミンの標的分子が同定され、血糖降下、および乳酸が蓄積する機序も明らかとなった。メトホルミンの標的はミトコンドリアのグリセロールリン酸脱水素酵素であった（細胞質にも、このミトコンドリアの酵素と逆方向の反応を触媒するグリセロールリン酸脱水素酵素が存在するが、こちらはメトホルミンの標的ではない）。解糖系によりブドウ糖が（嫌気的に）酸化されピルビン酸が産生されるが、これに伴って還元物質であるNADHができる。
通常はNADHの還元能は、ミトコンドリアに移動して電子伝達系によりATP産生につながるわけだが、NADHがミトコンドリアの内膜を通過しないために、グリセロールリン酸シャトルが働いて還元物質（Reduction potential）がミトコンドリア内に移動する（NADHのミトコンドリアへの移動にはもう一つリンゴ酸-アスパラギン酸シャトルというシステムが存在する）。
メトホルミンは、ミトコンドリアのグリセロールリン酸脱水素酵素を阻害することにより、グリセロールリン酸シャトルの機能を阻害するため、細胞質でNADHの蓄積が起きる。このためピルビン酸を乳酸へ変換するとともに、NADH（とH+)をNAD+に変換する反応が進む。したがって多くの乳酸が蓄積することになる。
NADHが蓄積していると、ピルビン酸からオキザロ酢酸を介してブドウ糖新生（糖新生 gluconeogenesis）へ向かう経路を阻害することになる。またブドウ糖新生の基質のひとつであるグリセロールからグリセロールリン酸を介してブドウ糖新生への経路も阻害される。アミノ酸もブドウ糖新生への基質となるが、その中間産物のリンゴ酸からオキザロ酢酸への転換もNADHを産生するのでこの経路も阻害されると考えられる。
したがって、メトホルミンによる解糖系から電子伝達系への還元物質の転送阻害はブドウ糖新生を阻害し、血糖低下につながると考えられる。
エタノールがアセトアルデヒド、さらにアセチルCoAに代謝される際にもNADHができるため、アルコール飲用による低血糖も、同様にNADHが蓄積することによるものと考えられる。
メトホルミンは乳酸アシドーシスを起こしやすい病態、すなわち、肝障害・腎障害・心障害の既往がある患者には使用を避ける。ビグアナイドの内では、塩酸メトホルミンが主流である。塩酸ブホルミンは塩酸メトホルミンに比べて薬効が低く、乳酸アシドーシスを起こしやすい。欧米の糖尿病治療ガイドラインでは、メトホルミンを第一選択薬として推奨している。TZDとの合剤（商品名メタクト）なども販売されている。
その他の問題点は軽度の胃腸障害であるが、これは一時的なもので少量から開始し、ゆっくりと漸増すれば軽減できる。
発熱時、下痢など脱水のおそれがあるときは休薬する。ヨード造影剤使用の際は2日前から投与を中止する。

### チアゾリジン系（TZD薬）
| 一般名         | 血中半減期（hr） | 作用時間（hr） | 一日の使用量（mg） |
| -------------- | ---------------- | -------------- | ------------------ |
| ピオグリタゾン | 5                | 20             | 15～45             |

ペルオキシソーム増殖剤応答性受容体γ (PPAR‐γ) 作働薬やインスリン抵抗性改善薬とも呼ばれる。核内受容体のひとつであるPPAR-γに結合し、インスリンの抵抗性を悪化させるさまざまな因子の転写調節をする。主として末梢組織のインスリン抵抗性改善にあたる。有効性および安全性に性差を認め、女性で浮腫をきたしやすい一方で、小用量で血糖降下作用を見ることが多い。脂肪細胞に作用しブドウ糖の取り込みを増やすことで血糖が低下する。そのかわり肥満を助長しやすくなる。塩酸ピオグリタゾン（商品名アクトス）だけが現在、国内で流通している。最初に商品化されたトログリタゾン（商品名ノスカール）は肝障害の死亡例が相次ぎ、その原因の一つとして肝臓での薬の代謝に関わるグルタチオン抱合酵素GSTT1とGSTM1の変異が重なると特に副作用の発症率が高いことが示された。類薬ではトログリタゾンほどの肝障害は報告されていないが留意して使用するのが望まれる。副作用として浮腫や貧血を合併することがあるが、腎臓でのインスリン感受性亢進のため、Naの再吸収を促進するためだといわれている。脂肪細胞を分化誘導する一方で骨芽細胞の減少により骨折のリスクが増加するのではないかといわれている。
副作用に浮腫があるために心不全の既往がある患者には禁忌となる。浮腫が出現しなくとも効果が出ると体重が増加する傾向があるため、食事療法のコントロールに気をつける必要がある。
大血管障害の既往を有する2型糖尿病患者に対して、心血管イベントの発症の抑制、およびインスリン治療の導入を遅らせるという欧州での成績がある。

## インクレチン関連薬
インクレチンは主に小腸で産生され、膵臓のβ細胞に作用しインスリン分泌を促進させるホルモンで、インクレチンを増強させる薬として以下がある。

### DPP-4阻害薬
| クラス | 一般名           | 血中半減期（hr）                | 作用時間（hr） | 一日/一週 の使用量（mg） | 慎重投与または禁忌                                                          |
| ------ | ---------------- | ------------------------------- | -------------- | ------------------------ | --------------------------------------------------------------------------- |
| III    | シタグリプチン   | 9.6～12.3                       |                | 50～100                  | （慎）中等度以上の腎機能障害                                                |
| I      | ビルダグリプチン | 1.77～3.95                      |                | 50～100                  | （禁）重度肝機能障害 （慎）肝機能障害・ 中等度以上の腎機能障害・心不全      |
| II     | アログリプチン   | 17.1                            |                | 25                       | （慎）中等度以上の腎機能障害・心不全                                        |
| II     | リナグリプチン   | 96.9～113                       |                | 5                        | 特になし                                                                    |
| III    | テネリグリプチン | 17.4～30.2                      |                | 20～40                   | （慎）高度肝機能障害・心不全                                                |
| III    | アナグリプチン   | α相：1.87～2.02 β相：5.75～6.20 |                | 100～200                 | （慎）重度腎機能障害                                                        |
| I      | サキサグリプチン | 6.0～6.8                        |                | 2.5～5                   | 特になし                                                                    |
| II     | トレラグリプチン | 54.3                            | >168           | 100 mg/週                | （禁）高度腎機能障害 （慎）中等度腎機能障害、脳下垂体機能不全、副腎機能不全 |
| III    | オマリグリプチン | 38.9                            |                | 25 mg/週                 | 特になし                                                                    |

DPP-4阻害薬は、インクレチンの分解酵素のDPP-4（dipeptidyl peptidase-4）を阻害することで、インクレチンの血中濃度を上昇させる。インクレチンは血糖値依存的に膵β細胞からのインスリンの分泌を促進させると共に膵α細胞からのグルカゴンの分泌を抑制し、上昇した血糖値を正常値へと下げる働きを持つと共に、胃からの内容物排出速度を遅らせて血糖値の急激な上昇を抑える効果がある。DPP-4と阻害薬の結合部位は5箇所あり、それぞれS1、S2、S1'、S2'、S2Eと呼ばれているが、DPP-IV阻害薬は結合部位によりクラスI（S1、S2）、クラスII（S1、S2、S1'(、S2')）、クラスIII（S1、S2、S2E）に分類される。DPP-IV阻害薬がより効きやすい患者は、1.肥満度（BMI）が小さく、2.HbA1cが高く、3.治療開始後3ヶ月以内にHbA1cが低下し、4.冠動脈疾患がない患者であるとの研究がある。米国FDAは2015年8月、7年間で33例の重篤な関節炎が報告されたことを公表した。その中には、投与中止後に改善した症例や、他のDPP-IV阻害薬に切り替えて再発した症例もある。

### GLP-1受容体作動薬（皮下注射薬）
| 一般名         | 血中半減期（hr） | 作用時間（hr） | 一日の使用量（mg） |
| -------------- | ---------------- | -------------- | ------------------ |
| リラグルチド   | 10～11           |                | 0.3～0.9 mg        |
| エキセナチド   | 1.27～1.35 ―     | 約10週間       | 10～20 µg 2 mg/週  |
| リキシセナチド | 2.01～2.45       |                | 10～20 µg          |
| デュラグルチド | 108              |                | 0.75 mg/週         |
| セマグルチド   | 145              |                | 0.5〜1.0 mg/週     |

### GLP-1受容体作動薬（経口薬）
| 一般名       | 血中半減期（hr） | 作用時間（hr） | 一日の使用量（mg） |
| ------------ | ---------------- | -------------- | ------------------ |
| セマグルチド | 161              |                | 7～14 mg           |

下部小腸に存在するL細胞から産生されるインクレチンのひとつである GLP-1（glucagon like peptide-1）の受容体に作用することで、インスリンの分泌を増強する薬剤。遺伝子組み換え技術によりDPP-4に分解されにくく、DPP-4阻害薬より強力な効果が出る。膵臓のβ細胞を刺激してインスリンを放出させ、α細胞からのグルカゴンの分泌を抑制する。従って、膵機能が低下した患者や1型糖尿病患者では、充分な効果を期待できない。切り替えた後に糖尿病性ケトアシドーシスが生じ、死亡した症例がある。
この系統の医薬品の添付文書の「重要な基本的注意」には、以下のように記載されている。
これらの内、セマグルチドについては経口投与製剤リベルサスが承認されたが、起床時に120mLの水で服用、服用前と服用後30分間の絶飲食と、服用に難があり、服薬コンプライアンスの低下に注意が必要である。

## SGLT2阻害薬
| 一般名             | 血中半減期（hr） | 作用時間（hr） | 一日の使用量（mg） |
| ------------------ | ---------------- | -------------- | ------------------ |
| イプラグリフロジン | 11.71～14.97     |                | 50～100            |
| ダパグリフロジン   | 約8～12          |                | 5～10              |
| ルセオグリフロジン | 8.96～11.2       |                | 2.5～5             |
| トホグリフロジン   | 5.40±0.622(SD)   |                | 20                 |
| カナグリフロジン   | 10.2～11.8       |                | 100                |
| エンパグリフロジン | 9.88～11.7       |                | 10～25             |

ナトリウム/グルコース共輸送体2（SGLT2）阻害薬は、腎臓の尿細管内腔に存在するNa+-ブドウ糖共輸送体（SGLT: sodium-dependent glucose transporter 2）を阻害する。通常、糸球体で濾過された原尿にはブドウ糖が血漿と同じ濃度含まれており、SGLT2はそのブドウ糖をナトリウムと共に尿細管細胞内に再吸収するので、尿糖閾値までブドウ糖が外に失われずに済む。SGLT2阻害薬は、尿糖を増やせば血糖が減るので、血糖が正常化すれば、膵でのインスリン分泌の負担が軽くなり、糖毒性が解除されるのではないかというコンセプトで開発された。
同様の蛋白（SGLT1）は小腸上皮粘膜細胞にもあり 腸管からの糖の吸収に携わっている。SGLT2阻害薬は、SGLT2に選択的に作用し、SGLT1に対する影響は軽微である。糖排泄により、グルカゴン濃度上昇と肝における内因性糖産生が起こり、ケトアシドーシスに繋がることがあることに注意が必要である。2015年5月に米国食品医薬品局(FDA)は、SGLT2阻害薬によりケトアシドーシス（DKA）が発生した症例が集積している（2013年3月～2014年6月で20例）として警告を発した。2022年3月には、手術後のケトアシドーシス発症リスクを軽減するため、上記のSGLT2阻害薬を手術の少なくとも3日前に休薬することを推奨している。
それとは別に、本剤に共通する可能性のある副作用として皮疹・紅斑が挙げられている。この系統の薬剤はその作用機序から高度または末期の腎障害患者での有効性は期待できない。他、SGLT2阻害薬が糖尿病新薬として、2014年から相次ぎ発売されるようになったが、服用していた患者2人が死亡していたことが2014年10月に判明している。これらの患者は利尿薬と併用していた。
日本糖尿病学会は『SGLT2阻害薬の適正使用に関するRecommendation』を2014年6月に作成しており、臨床報告の蓄積に伴い、改訂を重ねている。その中では、低血糖・脱水・ケトアシドーシス・薬疹・尿路感染症への注意が具体的に記載されている。

## グリミン系
| 一般名       | 血中半減期（hr） | 作用時間（hr） | 一日の使用量（mg） |
| ------------ | ---------------- | -------------- | ------------------ |
| イメグリミン | 12               |                | 2000               |

構造的には、メトホルミンに類似している。
ミトコンドリアに作用し、膵臓でのインスリン分泌促進作用、肝臓での糖新生抑制、骨格筋での糖取り込み改善を示す。ミトコンドリアでは呼吸鎖複合体Iを阻害し、膵β細胞の小胞体ストレスを低減してアポトーシスを減少させる。

## 有効性
2016年、ランダム化された301試験をメタアナリシスし、単剤、併用での治療の死亡率に差がないことや、メトホルミンよりもSU薬、チアゾリジンジオン系薬、DPP-4阻害薬、α-グルコシダーゼ阻害薬では、ヘモグロビンA1cが高いことを見出した。

## 禁忌
- インスリン依存状態
- 糖尿病性昏睡（糖尿病性ケトアシドーシス: DKA、乳酸アシドーシス、非ケトン性高浸透圧性昏睡: NKHH coma、低血糖性昏睡）
- インスリン治療の絶対的適応（重傷感染症、全身麻酔など中等度以上の侵襲をともなう手術、糖尿病合併妊娠「妊娠糖尿病: GDMを含む」）
- 高度腎機能低下（SU薬においては作用が遷延し[19]、BG薬においては乳酸アシドーシスをきたしやすい[2]。TZD薬では浮腫、心不全をきたしやすく溢水を招く）
- 肝障害（SU薬においては作用が遷延し、BG薬においては乳酸アシドーシスをきたしやすい。TZD薬やαGI薬は特異的な副作用の肝障害との鑑別が困難になる。）
- 腸閉塞、腹部手術後（αGI薬では鼓腸から腸閉塞を招きやすく、腸管気腫症や胆道気腫症も起こすことがある）
- 食後の血糖値上昇を穏やかにする作用を有する難消化性デキストリンとの併用。併用した場合、上昇抑制が強く出現する[20]。

など

## 注意
いくつかの健康食品や漢方薬に、SU薬などの経口血糖降下薬の含有があったと報告されている。
他には中国語を列記している。「格列本脲(ニクヅキに尿）」グリベンクラミド、「伏格列波糖」ボグリボース、「二甲双胍（ニクヅキに瓜）」メトフォルミンなど。

## 開発中の薬
SGLT1/2阻害薬Lexicon社 ソタグリフロジン
SGLT1阻害薬
キッセイ薬品工業より大日本住友製薬へ導出されたDSP-3235 → 開発中止

GPR40作動薬JT JTT-851（開発中止）、イーライリリー LY2881835（開発中止）など。
フルクトース-1,6-ビスホスファターゼ (FBPase: Fructose 1,6-bisphosphatase) 阻害剤糖新生を妨げることで血糖の上昇を抑えようという機序の薬品である。メタベイシス社と第一三共が CS-917の開発を進めていたが、臨床的有用性を証明できなかった:12-13。
Aktリン酸化薬インスリン受容体から細胞内に情報を伝達する経路にあるAkt（セリンスレオニンキナーゼ）のリン酸化により、インスリンに類似した効果が期待できる。
コレセベラム (Colesevelam HCl)脂質降下薬のひとつ、胆汁酸と結合しコレステロールの腸肝循環を妨げ排泄させるが、多面効果（承認されている薬効以外の有益な効果）として、インスリン併用2型糖尿病患者のHbA1cが0.5%程度下がり米FDAに承認申請。
GLP-1とGIPの共受容体作動薬
イーライリリー チルゼパチド（tirzepatide）